# 罗克萨娜·安格尔
罗克萨娜-尤利安娜·安格尔（羅馬尼亞語：Roxana-Iuliana Anghel，1998年1月1日—），罗马尼亚女子赛艇运动员，2024年夏季奥林匹克运动会女子八人单桨有舵手金牌得主和女子双人单桨无舵手银牌得主。